# Saison 2 de Miraculous : Les Aventures de Ladybug et Chat Noir
Chronologie
Saison 1 Saison 3
La deuxième saison de Miraculous : Les Aventures de Ladybug et Chat Noir, série télévisée d'animation franco-coréo-japonaise, est diffusée pour la première fois en France sur TF1 du 11 décembre 2016 au 18 novembre 2018.

## Synopsis
La série se déroule à Paris où vivent Marinette Dupain-Cheng, 14 ans, une jeune et ordinaire fille de boulangers, et Adrien Agreste, jeune mannequin de 14 ans et fils du célèbre créateur de mode Gabriel Agreste. À la moindre menace, ils se transforment en Ladybug et Chat Noir, un duo de super-héros protégeant Paris des akumas, papillons maléfiques qui transforment les gens en super-vilains en faisant appel à leurs émotions négatives.
À l'origine de ces akumas se trouve le Papillon, un être malfaisant qui rêve de s'emparer des miraculous (bijoux antiques conférant à leur possesseur de puissants pouvoirs) de Ladybug et Chat Noir, mais dont les intentions réelles restent mystérieuses, tout comme sa véritable identité. Cependant, même si Ladybug et Chat Noir font équipe, ils ignorent chacun la vraie identité de l'autre : Marinette ne sait pas que derrière ce masque se cache Adrien, le garçon dont elle est follement amoureuse, Adrien, dont le cœur bat pour Ladybug, ne se doute pas qu'il s'agit de Marinette, sa camarade de classe sympa et tête en l'air.

## Résumé de la saison
Au collège, Kagami, une jeune escrimeuse, attire l'attention d'Adrien, ce que remarque Marinette. Mais Marinette rencontre aussi un garçon qui attire son attention, Luka. Elle rencontre également le Gardien des Miraculous, Maître Fu, et découvre qu'il existe d'autres Miraculous. Grâce à cela, elle pourra ponctuellement demander de l'aide à de nouveaux héros de son choix lors de certaines missions particulièrement difficiles. Lorsqu'il découvre enfin que le Papillon a un plan terrible qu'il prépare depuis longtemps, Ladybug et Chat Noir font appel à de nouveaux héros pour le vaincre ! Ladybug et Chat Noir continuent leur combat contre leur ennemi Papillon, mais de nouveaux méchants apparaissent ! Marinette et Adrien sauront-ils gérer toutes ces nouvelles émotions ?

## Diffusion
Un épisode spécial de la deuxième saison (en fait le dernier de la saison dans l'ordre de production) est diffusé le 11 décembre 2016 en France. Le reste de la saison est diffusé du 26 octobre 2017 au 18 novembre 2018 sur la chaîne TF1 dans l'émission Tfou.
Les épisodes sont classés par ordre de première diffusion française. En revanche, le réalisateur recommande de suivre l'ordre de production pour ce qui est de la cohérence scénaristique.

## Distribution

### Personnages principaux
- Anouck Hautbois : Marinette Dupain-Cheng / Ladybug
- Benjamin Bollen : Adrien Agreste / Chat Noir
- Marie Nonenmacher: Tikki
- Thierry Kazazian : Plagg
- Antoine Tomé : Gabriel Agreste / Le papillon
- Fanny Bloc : Alya Césaire
- Marie Chevalot : Chloé Bourgeois
- Alexandre Nguyen : Nino Lahiffe

### Personnages secondaires
- Marie Nonnenmacher : Sabrina / Juleka / Manon / Longg
- Thierry Kazazian : M. D'Argencourt
- Marie Chevalot : Nathalie Sancoeur
- Alexandre Nguyen : Kim / Sass / Marcov
- Jessie Lambotte : Sabine Cheng / Mylène / Rose / Nadia Chamack / Mlle Bustier
- Martial Le Minoux : Tom Dupain / Roger / Max / Yves Gen, (majordome de Chloé) / Nooroo
- Franck Tordjman : Xavier Ramier / Nathaniel / Ivan / Alec / Wayzz
- Gilbert Lévy : M. Damoclès / Le garde du corps d'adrien / André Bourgeois / Maître Fu / Bob Roth
- Clara Soares : Lila Rossi / Kagami Tsurugi / Pollen / Clara Rossignol
- Adeline Chetail : Alix Kubdel
- Matthew Géczy : Jagged Stone
- Anne-Charlotte Piau : Penny Rolling
- Gauthier Battoue : Luka Couffaine
- Céline Melloul : Audrey Bourgeois / Nora Césaire

Version française :
Studio de doublage : Zynco Studio ; adaptation : Gilles Coiffard ; direction artistique : Martial Le Minoux

## Liste des épisodes

### Épisode 1:Le Collectionneur
Cet épisode est la suite du dernier épisode de la saison 1, quand Marinette rencontre Maître Fu. À cause d'un quiproquo à propos du livre, Marinette pense qu'Adrien est le Papillon.
Elle décide de laisser le livre chez le Maître et de mener l'enquête.
Trahi par les caméras de surveillance du bureau de son père, Adrien se fait punir pour avoir pris le Grimoire dans le coffre-fort et perd son droit d'aller au collège.
Gabriel, se sachant en danger vis-à-vis de son identité secrète, décide de s'akumatiser lui-même pour brouiller les pistes, révélant ainsi l'identité du Papillon aux spectateurs.
Entre-temps, les soupçons de Ladybug pèsent sur Gabriel car celle-ci a appris que le Grimoire lui appartenait.
Aidée par Chat Noir chamboulé par les soupçons de sa coéquipière, ils se rendent à la résidence d'Agreste pour découvrir le bureau de Gabriel sens dessus dessous.
Le Collectionneur, version akumatisée de Gabriel, fait alors son apparition.
Un rude combat s'ensuit, le pouvoir du super-vilain lui permet d'enfermer dans un livre tous ceux qui touchent les pages de celui-ci.
Les héros de Paris en sortent finalement vainqueurs.
Après une longue discussion avec le Maître, Marinette récupère le livre et se rend chez Adrien pour rendre le Grimoire à Nathalie, sous les yeux de Gabriel. La jeune fille s'excuse en prétextant avoir emprunté le livre en pensant qu'il s'agissait d'un portfolio avec des photos d'Adrien.
Le livre récupéré, le jeune homme retrouve son droit d'aller au collège sans être informé que c'était Marinette qui l'avait subtilisé pendant tout ce temps.
- Cet épisode nous révèle que le Papillon c’est Gabriel Agreste le père D’Adrien

### Épisode 18:Queen Wasp (Le Combat des reines - Partie 2)
Mme Bourgeois est impressionnée par le talent de Marinette pour sa création du chapeau melon. Elle décide de l'emmener à New York pour devenir styliste, mais Chloé trouve ça injuste que sa mère préfère une autre qu'elle. En colère, elle se transforme en Queen Bee : la super-héroïne du miraculous de l'abeille. Elle crée un accident dans le métro pour sauver des gens et impressionner tout le monde mais Marinette, qui était à l'intérieur se transforme en Ladybug et arrête le métro car Chloé n'y est pas parvenu. Déçue que Ladybug et Chat Noir ne l'acceptent pas, Chloé est akumatisée en Queen Wasp, une version maléfique de Queen Bee.
Ladybug et Chat Noir parviennent à la vaincre mais Mme Bourgeois n'est toujours pas impressionnée par sa fille. Chloé est bouleversée, blessée et nous montre qu'elle a un bon fond. Elle présente ses excuses à Ladybug et Chat Noir. Marinette décide de dire à Mme Bourgeois qu'elle doit emmener Chloé avec elle à New York. Finalement elle reste à Paris.

### Épisode 24:Catalyste (Le Jour des héros, partie 1)
Le Papillon akumatise Lila, elle devient donc Volpina. Elle fait ensuite croire aux habitants de Paris que Ladybug a été akumatisée, qu'elle a tué Chatnoir et a pris son Miraculous pour le donner au Papillon. Après ça le Papillon akumatise son assistante, Nathalie Sancoeur, elle devient donc Catalyste. Elle a le pouvoir de démultiplier les pouvoirs du papillon. Après que Catalyste ait augmenté les pouvoirs du Papillon, il devient Papillon Ecarlate et peut Akumatiser autant de personnes qu'il le veut. Grâce au ondes négatives de Volpina, le Papillon réakumatise toutes ses anciennes victimes. Ladybug prête donc des miraculous à Chloé, Alya et Nino.

### Épisode 25:Mayura (Le Jour des héros, partie 2)
Ladybug et ses coéquipiers se battent contre le Papillon Ecarlate et ses vilains akumatisés. Malheureusement, la situation devient désespérée car le papillon écarlate utilise le Dislocoeur pour akumatiser les parents de Chloé et son majordome.